# Iron City (Georgia)
Iron City è un comune degli Stati Uniti d'America, situato nello Stato della Georgia, nella contea di Seminole.